# تاريخ العلوم والتقانة في كوريا
مثل معظم المناطق الأخرى في العالم، شهدت العلوم والتقانة في كوريا فترات من النمو المكثف إلى جانب فترات طويلة من الركود.

## فترة الممالك الثلاث

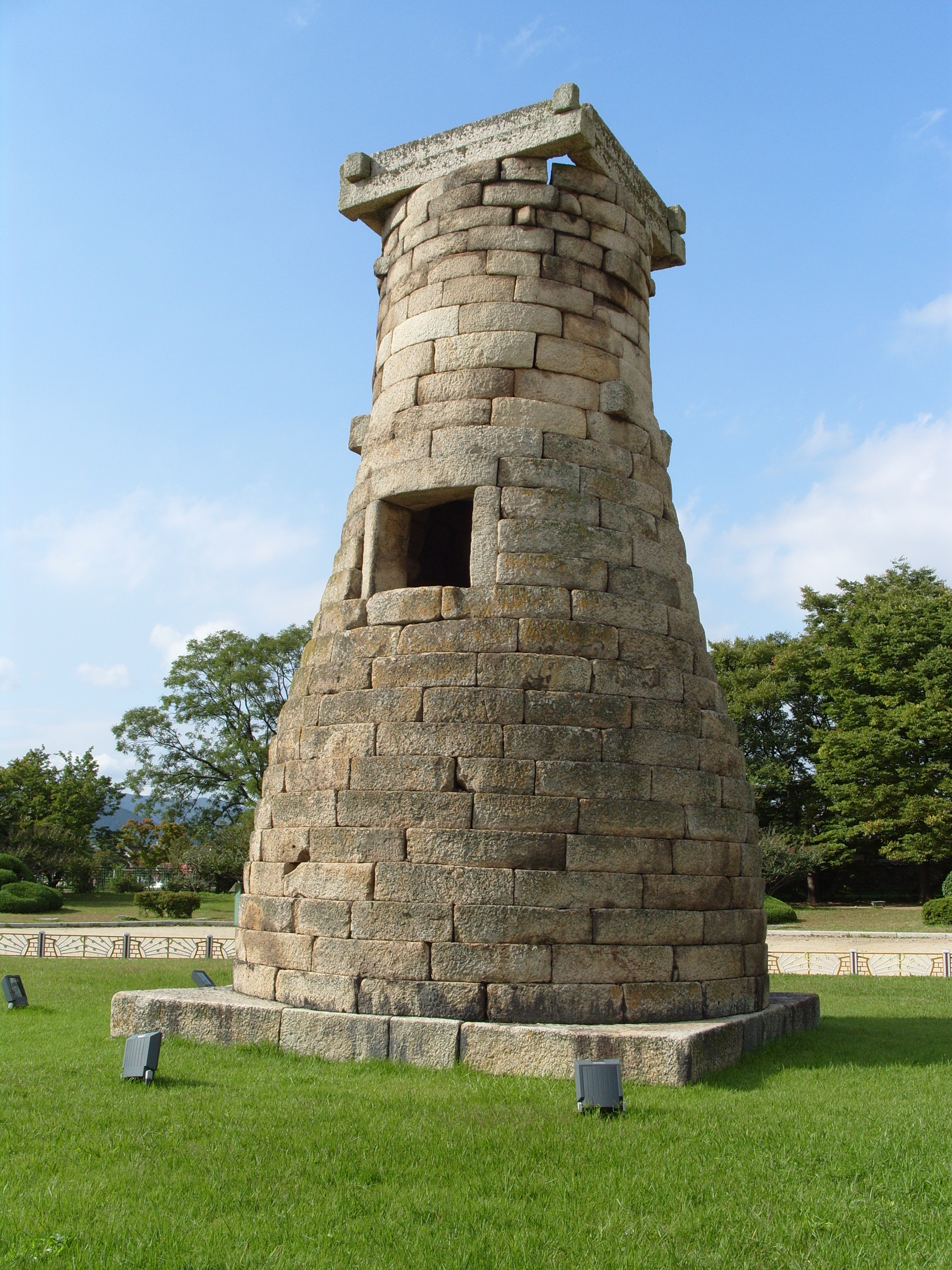
مرصد تشومسونغداي

خلال فترة غوريو، اخترع تشوي يون وي الطباعة الحركية في عام 1234       ساهم هذا الاختراع في تسهيل الطباعة وزيادة كفاءتها، كما أدى إلى رفع معدلات القراءة والكتابة، وهو ما لاحظه الزائرون الصينيون الذين رأوا أن القدرة على القراءة كانت أمرًا هامًا. تبنى الإمبراطورية المغولية لاحقًا تقنية الطباعة الحركية من كوريا، ونشرتها حتى وصلت إلى آسيا الوسطى. هناك تكهنات حول ما إذا كان اختراع تشوي قد أثر على اختراعات الطباعة اللاحقة مثل مطبعة غوتنبرغ. عندما غزا المغول أوروبا، قدموا عن غير قصد أنواعًا مختلفة من التقنيات الآسيوية.
خلال أواخر عهد أسرة غوريو، كانت مملكة غوريو في طليعة العالم في مجال المدفعية البحرية. ففي عام 1356، جرت التجارب الأولى على استخدام الأسلحة البارودية التي تطلق مقذوفات من الخشب أو المعدن. في عام 1373، طُورت تجارب على سهام حارقة وأنابيب نارية، والتي قد تكون شكلًا مبكرًا من "الهواشا" (وهي منصة إطلاق صواريخ متعددة)، وُضعت على سفن الحروب الكورية. استمر تبني سياسة وضع المدافع والأسلحة البارودية الأخرى على السفن خلال عهد سلالة جوسون، وبحلول عام 1410، كانت هناك أكثر من 160 سفينة حربية مزودة بالمدافع. ابتكر تشوي مو سون، المخترع والقائد العسكري الكوري في العصور الوسطى، العديد من الأسلحة القائمة على البارود. جاء ذلك ردًا على غارات القراصنة اليابانيين (الووكو) المتكررة على المناطق الساحلية الكورية. تعلم تشوي علوم البارود من تاجر صيني يُدعى لي يوان، على الرغم من أن ذلك كان مخالفًا لقوانين المغول. كان لي يوان في البداية مترددًا، لكنه غير رأيه بعدما أعجب بوطنية وتصميم تشوي. بعد ذلك، نال تشوي إعجاب بلاط غوريو والملك وو، الذين بنوا له مختبرًا ومصنعًا مخصصين لصناعة البارود. اخترع تشوي أول المدافع الكورية، بالإضافة إلى أسلحة أخرى مثل السينجيجون (السهام النارية الكورية).  كانت تعتبر هذه الأسلحة تحسنًا كبيرًا مقارنة بأسلحة الصواريخ السابقة حيث كانت إحدى الميزات الرئيسية لها هي أنها يمكن أن تطلق ما يصل إلى 200 صاروخ في وقت واحد.

### في القرن الخامس عشر
في عهد أسرة جوسون وتحديدًا خلال حكم سيجونغ المدعو بالعظيم، شهدت كوريا أعظم فترة من التقدم العلمي. ففي النصف الأول من القرن الخامس عشر، تحققت نحو 62 إنجازًا رئيسيًا في مجالات علمية متعددة.
في ظل السياسة الجديدة التي اتبعها سيجونغ، سُمح لأفراد من طبقة تشونمن (ذوي الوضع الاجتماعي المنخفض) مثل جانغ يونغسيل بالعمل في خدمة الحكومة. أظهر جانغ في سن مبكرة موهبة كونه مخترعًا ومهندسًا، حيث ابتكر آلات لتسهيل الأعمال الزراعية. فيما بعد، سُمح له بالإقامة في القصر الملكي، حيث قاد مجموعة من المختصين للعمل على تطوير العلوم في كوريا.
من بين اختراعاته ساعة مائية آلية تُعرف باسم "جاجيوكرو"، تعمل عبر تحريك تماثيل خشبية تشير إلى الوقت، ثم ساعة مائية أكثر تعقيدًا مزودة بأجهزة فلكية، ونموذج محسن من الطباعة الحركية التي نشأت كذلك في فترة مملكة غوريو. كان النموذج الجديد بجودة أعلى وسرعة مضاعفة. من اختراعاته أيضا الزجاج البياني ومقياس مطري.
بلغ علم الفلك في كوريا ذروته خلال فترة جوسون، حيث قام رجال مثل جانغ بابتكار أجهزة تحدد مواقع الشمس والقمر والنجوم.  تم تطوير هذه الأجهزة لاحقًا لتتوافق مع التغيرات الموسمية.

صورة للهنمنجونغوم ، النسخة الأصلية من الهانغل التي نشرها الملك سيجونغ المدعو بالعظيم في عام 1444

خريطة كانغنيدو، وهي خريطة عالمية من صنع كوري، أُنشئت عام 1402 على يد كيم سا هيونغ (김사형; 金士衡)، وي مو (이무; 李茂)، وي هو (이회; 李撓). تم صنع الخريطة في السنة الثانية من حكم تايجونغ، وقد جُمعت فيها خرائط صينية وكورية ويابانية معًا.
الهانغل، هي أول وأحد الأبجديات المميزة المستخدمة حاليًا في اللغة الكورية، أُعلن عنها في عهد الملك سيجونغ عام 1444. الهانغل هو نظام كتابة تم إنشاؤه بناءً على أسس علمية، وعلى الرغم من مرور حوالي 600 عام على ابتكار الملك سيجونغ للهانغل، فإن كلًا من كوريا الشمالية وكوريا الجنوبية لا تزالان تستخدمانه.

### من القرن السادس عشر إلى القرن التاسع عشر
التقدم العلمي والتقني في أواخر سلالة جوسون كان أقل تطورًا من الفترة المبكرة لسلالة جوسون.
الطبيب الملكي في القرن السادس عشر، هو جون، كتب عدداً من النصوص الطبية، وكان أهم إنجاز له هو كتاب "دونغي بوغام"، والذي يعتبر نصا تعريفيا للطب الكوري التقليدي. انتشر هذا العمل إلى جيران كوريا في شرق آسيا، في الصين واليابان، حيث لا يزال يُعتبر حتى اليوم من الأعمال التقليدية في الطب الشرقي.
تم اختراع أول سترة واقية من الرصاص، والمعروفة باسم "ميونجيباغاب"، في كوريا في عهد مملكة جوسون خلال ستينيات القرن التاسع عشر، بعد فترة وجيزة من الحملة الفرنسية على كوريا عام 1866. أمر هيونغسون دايوونغون بتطوير دروع مضادة للرصاص بسبب تزايد التهديدات من الجيوش الغربية. اكتشف كيم جي دو وكانغ يون أن القطن، إذا كان سميكًا بما فيه الكفاية، يمكن أن يحمي من الرصاص، فصمما سترات واقية مكونة من 30 طبقة من القطن. استُخدمت هذه السترات في المعارك خلال بعثة الولايات المتحدة إلى كوريا عام 1871، عندما هاجمت البحرية الأمريكية جزيرة غانغهوا. استولى الجيش الأمريكي على واحدة من هذه السترات وأخذها إلى الولايات المتحدة، حيث خُزنت في متحف سميثسونيان حتى عام 2007. بعدها أُعيدت السترة إلى كوريا وهي معروضة حاليًا للعامة.

## في العصر الحديث

### كوريا الشمالية
في أواخر عام 1985، بدأت أول منشأة لإنتاج الدارات المتكاملة في كوريا الشمالية عملها. بحلول أوائل تسعينيات القرن العشرين، كانت كوريا الشمالية تنتج نحو عشرين ألف حاسوب سنويًا، ويُذكر أن ستين في المئة منها كانت تُصدَّر، في حين خُصِّص الباقي في الغالب للاستخدام العسكري المحلي.  بدأ تطوير صناعة البرمجيات في أوائل التسعينيات أيضًا.   بوجه عام، يُعدّ مستوى تطوير البرمجيات في كوريا الشمالية عاليًا للغاية، وقد تصبح هذه الصناعة في المستقبل من السلع التصديرية الرئيسة، إلى جانب تقنيات التعرّف الصوتي، والأتمتة، والتقنية الطبية التي توصف بأنها من الطراز العالمي.  طورت كوريا الشمالية نظام تشغيل خاصًا بها يُعرف باسم "النجمة الحمراء"، كما أنشأت شبكة داخلية تُدعى "البريق"، تحتوي على محتوى من الشبكة العنكبوتية العالمية خاضع للرقابة. كذلك يُظهر اختصاصيو تقانة المعلومات الكوريون الشماليون مستوىً عاليًا من الكفاءة التقنية.
تعتير إدارة تطوير الفضاء الوطني الهيئة الرسمية المعنية بشؤون الفضاء في البلاد. واعتبارًا من عام 2010، خصصت هناك منشأتان لإطلاق المركبات الفضائية وهما: ميدان إطلاق الأقمار الصناعية في مقاطعة هامغيونغ الشمالية، ومركز إطلاق الفضاء في مقاطعة بيونغان الشمالية. أُطلِقت أقمار صناعية من طراز "ضياء المجد" من الموقع الأول باستخدام صواريخ "بايكتوسان" و"الريحان". حتى الآن، جرت ثلاث محاولات إطلاق إجمالًا، لكنها لم تُحقق نجاحًا.
تُجري كوريا الشمالية أيضًا أبحاثًا وتنشر تقنيات عسكرية متنوعة، مثل أجهزة التشويش على أنظمة التموضع العالمي، والطلاء المُضاد للرصد، والغواصات القزمية، والأسلحة الكيميائية والبيولوجية والنووية، وأشعة الليزر المضادة للأفراد، والصواريخ القوسيّة. 

### كوريا الجنوبية
لم يشهد التطور العلمي والتقني الحديث في كوريا الجنوبية تقدمًا يُذكر في بداياته، وذلك بسبب قضايا أكثر إلحاحًا مثل تقسيم شبه الجزيرة الكورية والحرب الكورية التي اندلعت عقب الاستقلال مباشرة. ولم تبدأ النهضة الاقتصادية إلا في ستينيات القرن العشرين، في ظل حكم بارك تشونغ هي الاستبدادي، حيث شهدت كوريا الجنوبية نموًا سريعًا بفضل التصنيع وتنامي نفوذ الصناعات الكبرى مثل سامسونج وإل جي.
حتى مطلع عام 2008، احتلت كوريا الجنوبية المرتبة الخامسة عالميًا من حيث الإنفاق على البحث والتطوير. فاز بارك كي جونغ، المدير التنفيذي لشركة الإلكترونيات المتقدمة، بالوسامان الذهبي والفضي لاختراعه لمحرك وتروس مزوّدة بمحرك، وذلك في الدورة الثالثة والعشرين من معرض الاختراعات والمنتجات الجديدة. نال الوسام الذهبي بفضل ابتكاره لجهاز خاص يحوّل اهتزازات السيارة أثناء سيرها إلى طاقة كهربائية. خلال فعاليات المعرض الذي أُقيم في مدينة بيتسبرغ بولاية بنسلفانيا، حصدت ستة عشر اختراعًا كوريًا جوائز مختلفة، من بينها أربع أوسمة ذهبية، وثلاث فضية، وثلاثة نحاسية، وست جوائز خاصة. شارك في هذا المعرض مخترعون من عشرين دولة، منها أستراليا وألمانيا والولايات المتحدة، بالإضافة إلى إحدى عشرة دولة أخرى، بإجمالي بلغ 160 اختراعًا معروضًا.
تُصنَّف مدينة سول بوصفها "المدينة الرقمية الرائدة في العالم" و"عاصمة التقانة العالمية".  كما تُعدّ كوريا الجنوبية أيضًا من بين أكثر دول العالم تقدمًا من الناحية التقنية وترابطًا رقميًا؛ فهي تحتل المرتبة الثالثة من حيث عدد مستخدمي الإنترنت عالي السرعة بين دول منظمة التعاون والتنمية الاقتصادية، وتُعدّ من الدول الرائدة عالميًا في مجالات الإلكترونيات، والشاشات الرقمية، ومكونات الدارات المتكاملة، والهواتف.
تُصدِّر كوريا أيضًا معدات إنتاج النظائر المشعّة للاستخدامين الطبي والصناعي إلى دول مثل روسيا واليابان وتركيا وغيرها.
تمتلك كوريا شراكة فضائية كاملة مع روسيا، وقد أطلقت قمريّها الصناعيين "أريرانج-1" و"أريرانج-2"، وكلاهما مزوّدتان بكاميرات مراقبة.
في مجال الإنساليات، ينافس معهد العلوم والتقانة الكوري المتقدم شركة هوندا اليابانية بالإنسالة "هوبو". تعتبر الإنسالة"أسيمو" التابعة لهوندا و"هوبو" التابع لمعهد العلوم والتقانة الكوري من بين بالإنساليات القليلة جدًا القادرة على المشي.  طُوّرت أول إنسالة من نوع هوبو في غضون ثلاث سنوات بتكلفة مليون دولار أمريكي. 
في مجال الطاقة المتجددة، نجح خبراء من معهد غوانغجو للعلوم والتقانة في كوريا الجنوبية، بالتعاون مع جامعة كاليفورنيا في سانتا باربرا، في تطوير خلية شمسية عضوية لتحويل الطاقة الشمسية بكفاءة تصل إلى 6.5 بالمئة. 
نشرت نتائج دراسة أجرتها "ستاتيستا" في أغسطس عام 2013 حول انتشار الهواتف عالميًا. بعد دولة الإمارات العربية المتحدة، جاءت كوريا الجنوبية كثاني دولة تمتلك أعلى نسبة انتشار للهواتف، حيث بلغت النسبة الى 73.0% من التعداد السكاني. 
بعد الهجمات الإلكترونية التي حدثت في النصف الأول من عام 2013، والتي تم فيها اختراق مواقع حكومية وإعلامية وتلفزيونية ومصرفية، التزمت الحكومة الكورية الجنوبية بتدريب خمسة آلاف خبير جديد في الأمن السيبراني بحلول عام 2017. قد حمّلت الحكومة الكورية الجنوبية نظيرتها الشمالية مسؤولية هذه الهجمات، بالإضافة إلى حوادث وقعت في أعوام 2009 و2011 و2012، إلا أن بيونغ يانغ تنفي هذه الاتهامات. 